# Paran daemun
Birdcage Inn (hangul: 파란 대문; RR : Paran daemun) és una pel·lícula dramàtica de Corea del Sud escrita i dirigida per Kim Ki-duk, estrenada el 1998. Es va projectar al 49è Festival Internacional de Cinema de Berlín el febrer de 1999.

## Argument
Jin-a (Lee Ji-eun), una prostituta de 22 anys, arriba a un petit motel al costat del mar anomenat Birdcage Inn per substituir l'anterior. La fonda està dirigida per una parella que té una filla i un fill. Ofereixen a Jin-a allotjament i menjar i es guanyen la vida llogant habitacions i agafant una part dels diners que guanya Jin-a treballa de nit i es passa el dia dibuixant i mirant el mar.
A més de les seves circumstàncies, Jin-a passa un moment difícil a causa de la família. El pare ben considerat, silenciós, aparentment afectuós, que s'encarrega de la seva família viola a Jin-a. La mare només veu Jin-a com una font de diners per guanyar-se la vida i per finançar l'educació de la seva filla estudiant universitària i el seu fill d'estudiant de secundària. El fill, Hyun-woo (Ahn Jae-mo) demana que se li permeti fer fotos de Jin-a nua per a un concurs de fotos i tenir sexe amb ella. Al principi, Jin-a el rebutja. No obstant això, després de la llarga imploració de Hyun-woo, Jin-a posa per a ell a la coberta d'un vaixell a la vora del mar i té relacions sexuals amb ell.
La filla, Hye-mi (Lee Hye-eun), que està reprimida sexualment, té la mateixa edat que Jin-a, no fa res per amagar el seu menyspreu cap a Jin-a. Ella expressa la seva hostilitat en negar-se a utilitzar la mateixa pasta de dents que Jin-a i ignora els gestos d'amistat de Jin-a, com compartir un paraigua i comprar-li un Walkman que s'està morint de ganes de tenir. Ella subratlla a Jin-a que ella i Jin-a pertanyen a mons diferents. La relació entre ambdues empitjora encara més quan Hye-mi descobreix que el seu xicot sexualment frustrat, amb qui Hye-mi s'ha negat a tenir relacions sexuals abans de casar-se, ha anat a veure la Jin-a i ha tingut relacions sexuals amb ella.
Un dia, remenant per l'habitació de Jin-a i les possessions personals, Hye-mi aconsegueix una visió de Jin-a que li permet desenvolupar una empatia cap a Jin-a. Aquella nit Hye-mi es troba al llit i escolta en Jin-a i un client.
Mentrestant, un editor que ha vist les fotos de Jin-a de Hyun-woo va a ell i l'enganya perquè les vengui a un preu baix. Després de veure el nu d'en Jin-a a la revista, l'antic proxeneta de Jin-a torna a trobar-la per demanar diners. Suposant que li han pagat molt per això, ell colpeja Jin-a quan ella ho nega, i Hye-mi intenta protegir a Jin-a d'ell. Aquella nit, Jin-a intenta suïcidar-se tallant-se el braç i la troba Hye-mi, que ha tingut un malson sobre Jin-a.
Jin-a i Hye-mi seuen juntes, inclinades l'una cap a l'altra i es reconcilien. Aquella nit, un client arriba a la posada i Hye-mi passa la nit amb ell en lloc de la Jin-a malalta i perd la seva virginitat.

## Repartiment
- Lee Ji-eun com Jin-a
- Lee Hae-eun com Hye-mi
- Ahn Jae-mo com Hyun-woo
- Jeong Hyeong-gi com Gecko
- Son Min-seok com Jin-ho

## Recepció
Tot i que Birdcage Inn no va tenir èxit al país natal del director, Corea del Sud, va ser la seva primera pel·lícula que va aconseguir atreure l'atenció internacional. La pel·lícula va guanyar el premi d'art al Festival de Cinema de Noosa d'Austràlia i es va projectar al Festival Internacional de Cinema de Berlín com a pel·lícula d'obertura a la secció Panorama el febrer de 1999.